# Timonius villamilii
Timonius villamilii är en måreväxtart som beskrevs av Elmer Drew Merrill. Timonius villamilii ingår i släktet Timonius och familjen måreväxter. Inga underarter finns listade i Catalogue of Life.